# Província de José Ballivián

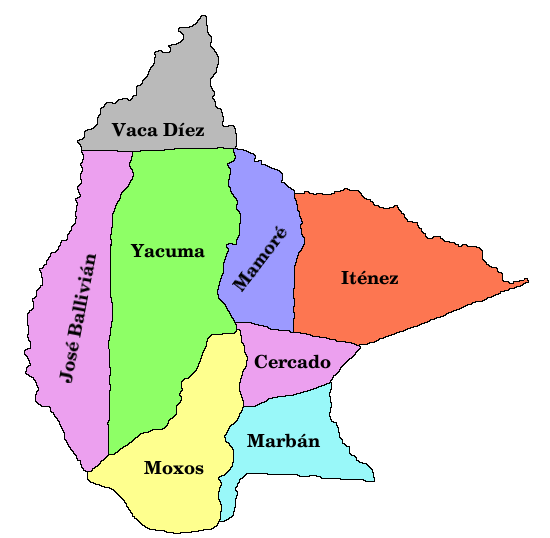
Les províncies del Departament de Beni

La província de José Ballivián és una de les vuit províncies del Departament de Beni, a Bolívia. La seva capital és Reyes.